# Lao Bảo, Quảng Trị
Lao Bảo là một xã thuộc tỉnh Quảng Trị, Việt Nam được thành lập ngày 1 tháng 7 năm 2025 trong đợt cải cách thể chế Việt Nam 2024–2025 dựa trên sự sáp nhập của các đơn vị hành chính cũ bao gồm xã Tân Thành, xã Tân Long và thị trấn Lao Bảo